# Рюосан-Мару
Рюосан-Мару (Ryuosan Maru) — транспортне судно, яке під час Другої світової війни взяло участь в операціях японських збройних сил в архіпелазі Бісмарка.
Рюосан-Мару спорудили в 1940 році на корабельні Naniwa Dock в Осаці на замовлення компанії Tsurumaru Kisen.
У якийсь момент судно реквізували для потреб Імперського флоту Японії.
12—21 жовтня 1943-го «Рюосан-Мару» пройшов з конвоєм SO-406 з Палау (важливий транспортний хаб на заході Каролінських островів) до Рабаулу (головна передова база японців у архіпелазі Бісмарка, з якої провадились операції на Соломонових островах та сході Нової Гвінеї).
4 листопада 1943-го Рюосан-Мару разом із гідрографічним судном Цукусі вийшли з Рабаулу та попрямували на північ, маючи завдання зняти частину вантажу із судна Кійосумі-Мару, атакованого ворожою авіацією та приведеного на буксирах у район Кавієнга (друга за значенням бази в архіпелазі Бісмарка, розташована на північному завершенні острова Нова Ірландія).
Увечері 4 листопада в районі за півтора десятка кілометрів на південний захід від Кавієнгу судна потрапили на мінне поле, виставлене, за різними версіями, підводним човном Silversides або літаючими човнами PBY «Каталіна» австралійських ВПС. Внаслідок підриву на Рюосан-Мару загинуло 16 членів екіпажу, ще 20 поранено (4 з них надалі також померли). Судно повільно дрейфувало, але ввечері 5 листопада затонуло поблизу острова Едмаго в районі з глибиною 18 метрів (можливо відзначити, що внаслідок підривів на цьому ж полі затонуло згадане вище Цукуші, а також були пошкоджені легкий крейсер «Ісудзу» та есмінець «Ісокадзе», котрі супроводжували Кійосумі-Мару).
У другій половині листопада до Кавієнгу прибули спеціалісти з ремонтного судна Хаккай-Мару, котрі вивчили можливість порятунку Рюосан-Мару та Цукуші. Втім, якихось подальших дій вжито не було.